# Roger Ibañez
Roger Ibañez da Silva (* 23. listopadu 1998 Canela) je brazilský profesionální fotbalista, který hraje na pozici středního obránce za saúdskoarabský klub Al Ahli a za brazilskou reprezentaci.

## Klubová kariéra
Ibañez svou kariéru zahájil až v roce 2016, když ve svých 18 letech vstoupil do akademie brazilského klubu Grêmio Atlético Osoriense. V témže roce se přesunul do PRS Futebol Clube. Dne 5. prosince 2016 odešel Ibañez na půlroční hostování do Club Sportivo Sergipe.

### Fluminense
V polovině roku 2017 se Ibañez přesunul do slavného Fluminense a zpočátku byl zařazen do týmu do 20 let. V sezóně 2018 byl trenérem Abelem Bragou povýšen do A-týmu a 20. ledna 2018 debutoval v domácím utkání proti Botafogu (remíza 0:0).
Dne 28. února 2018 Ibãnez do Fluminense přestoupil na trvalo a podepsal s klubem novou pětiletou smlouvu. V Sérii A debutoval 15. dubna v zápase proti Corinthians (výhra 2:1); ve své první sezóně mezi profesionály odehrál 14 ligových utkání.

### Atalanta
Dne 29. ledna 2019 podepsal Ibañez smlouvu s italskou Atalantou Bergamo, která za přestup brazilského stopera zaplatila v přepočtu přes 4 miliony euro. V klubu Ibañez debutoval 11. května, kdy nastoupil na posledních pár minut při vítězství 2:1 nad Janovem. Bylo to jeho jediné představení v dresu Atalanty v sezóně 2019/20.
V následujícím ročníku se nedokázal prosadit do sestavy, v lize neodehrál během podzimní části ani minutu. 11. prosince nastoupil na posledních 20 minut zápasu základní skupiny Ligy mistrů proti Šachtaru Doněck. Atalanta vyhrála 0:3 a postoupila do vyřazovací fáze.

### AS Řím
Dne 27. ledna 2020 se stal hráčem AS Řím, s nímž podepsal smlouvu na čtyři a půl roku. Zpočátku se jednalo o osmnáctiměsíční hostování, které se v létě 2021 změnilo na trvalý přestup za částku okolo 8 milionů eur.
Dne 4. března 2021 podepsal Ibañez s Římem novou smlouvu do 30. června 2025.
Na konci května 2022 vyhrál s klubem premiérový ročník Evropské konferenční ligy, když ve finále porazili nizozemský Feyenoord 1:0.

## Reprezentační kariéra
Dne 9. září 2022 byl Ibañez poprvé povolán do brazilského národního týmu na přátelské zápasy proti Ghaně a Tunisku. Debutoval 27. září proti Tunisku při výhře 5:1.

## Statistiky

### Klubové
K 19. lednu 2023
| Klub       | Sezóna  | Liga    | Liga   | Liga | Pohár  | Pohár | Kontinentální poháry | Kontinentální poháry | Celkem | Celkem |
| Klub       | Sezóna  | Liga    | Zápasy | Góly | Zápasy | Góly  | Zápasy               | Góly                 | Zápasy | Góly   |
| ---------- | ------- | ------- | ------ | ---- | ------ | ----- | -------------------- | -------------------- | ------ | ------ |
| Fluminense | 2018    | Série A | 14     | 0    | 4      | 1     | 7                    | 0                    | 25     | 1      |
| Atalanta   | 2018/19 | Serie A | 1      | 0    | 0      | 0     | —                    | —                    | 1      | 0      |
| Atalanta   | 2019/20 | Serie A | 0      | 0    | 0      | 0     | 1                    | 0                    | 1      | 0      |
| Atalanta   | Celkem  | Celkem  | 1      | 0    | 0      | 0     | 1                    | 0                    | 2      | 0      |
| AS Řím     | 2019/20 | Serie A | 9      | 0    | 0      | 0     | 1                    | 0                    | 10     | 0      |
| AS Řím     | 2020/21 | Serie A | 30     | 0    | 1      | 0     | 9                    | 2                    | 40     | 2      |
| AS Řím     | 2021/22 | Serie A | 34     | 3    | 2      | 0     | 15                   | 1                    | 51     | 4      |
| AS Řím     | 2022/23 | Serie A | 17     | 2    | 1      | 0     | 5                    | 0                    | 23     | 2      |
| AS Řím     | Celkem  | Celkem  | 90     | 5    | 4      | 0     | 30                   | 3                    | 124    | 8      |
| Celkem     | Celkem  | Celkem  | 105    | 5    | 8      | 1     | 38                   | 3                    | 151    | 9      |

### Reprezentační
K 19. lednu 2023
| Brazílie | Brazílie | Brazílie |
| Rok      | Zápasy   | Góly     |
| -------- | -------- | -------- |
| 2022     | 1        | 0        |
| Celkem   | 1        | 0        |

## Ocenění

### Klubová

#### AS Řím
- Evropská konferenční liga UEFA: 2021/22[15]